# Kilómetro Veintiuno
Kilómetro Veintiuno es una localidad del estado mexicano de Guerrero. Es parte del municipio de Acapulco de Juárez.

## Toponimia
El nombre de la población hace referencia a su ubicación, en el kilómetro 21 de la Autopista del Sol, que conecta el puerto de Acapulco con la Ciudad de México.

## Demografía
| Gráfica de evolución demográfica |
|                                  |

| Censo | Población |
| ----- | --------- |
| 1950  | 164       |
| 1960  | 334       |
| 1970  | 594       |
| 1980  | 1 183     |
| 1990  | 1 772     |
| 2000  | 1 347     |
| 2010  | 1 550     |
| 2020  | 1 435     |